# Pallacanestro alla IX Universiade - Torneo maschile
Il Torneo di pallacanestro maschile della IX Universiade si è svolto a Sofia, Bulgaria, nel 1977.

## Classifica
| -       | Paese            | Formazione |
| ------- | ---------------- | --- |
| Oro     | Stati Uniti      | James Bailey · Larry Bird · Dave Corzine · Ricky Gallon · Darrell Griffith · Phil Hubbard · Walter Jordan · Jeff Judkins · Sidney Moncrief · Anthony Murray · Calvin Natt · Freeman Williams All.: Denny Crum |
| Argento | Unione Sovietica | Unione Sovietica universitariaAbel'janov, Arlauskas, Gončarov, Jovaiša, Kravčenko, Pavilonis, Petrakov, Popkov, Sidjakin, Silant'ev, Zemljanuchin, Žukaitis, All. Stepas Butautas                             |
| Bronzo  | Cecoslovacchia   | Cecoslovacchia universitaria4 Bojanovský, 5 Brabenec, 6 Hraška, 7 Klimeš, 8 Kos, 9 Kropilák, 10 Nečas, 11 Petr, 12 Pospíšil, 13 Ptáček, All. -                                                                |